# Sweave
Sweave是R语言的一个函数，其功能是将R的函数整合进LaTeX或LyX中。从而可以生成动态报表，当数据或分析改变时，报表能自动得到更新。